# Sovětice
Sovětice är en ort i Tjeckien. Den ligger i den centrala delen av landet, 90 km öster om huvudstaden Prag. Sovětice ligger 265 meter över havet och antalet invånare är 202.
Terrängen runt Sovětice är platt. Runt Sovětice är det tätbefolkat, med 570 invånare per kvadratkilometer. Närmaste större samhälle är Hradec Králové, 14,1 km sydost om Sovětice. Trakten runt Sovětice består till största delen av jordbruksmark.